# Viking metal
Viking metal je vrsta metal glazbe u kojoj postoji naglasak na nordijsku mitologiju i slična je folk metalu, zbog čega ih se često zabunom zamjenjuje. Može sadržavati elemente black metala ili death metala, iako ne nužno.
Poznatiji predstavnici viking metal glazbe su:
- Ensiferum
- Falkenbach
- Helheim